# Altheim (près Riedlingen)
Pour les articles homonymes, voir Altheim.
Altheim est une commune de Bade-Wurtemberg (Allemagne), située dans l'arrondissement de Biberach, dans la région Donau-Iller, dans le district de Tübingen.